# الدوري التشيلي لكرة القدم 1942
الدوري التشيلي لكرة القدم 1942 (بالإسبانية: Primera División de Chile 1942)‏ هو الموسم 10 من الدوري التشيلي لكرة القدم. كان عدد الأندية المشاركة فيه 10، وفاز فيه سانتياغو مورنينغ ‏.